# Generali Versicherungen

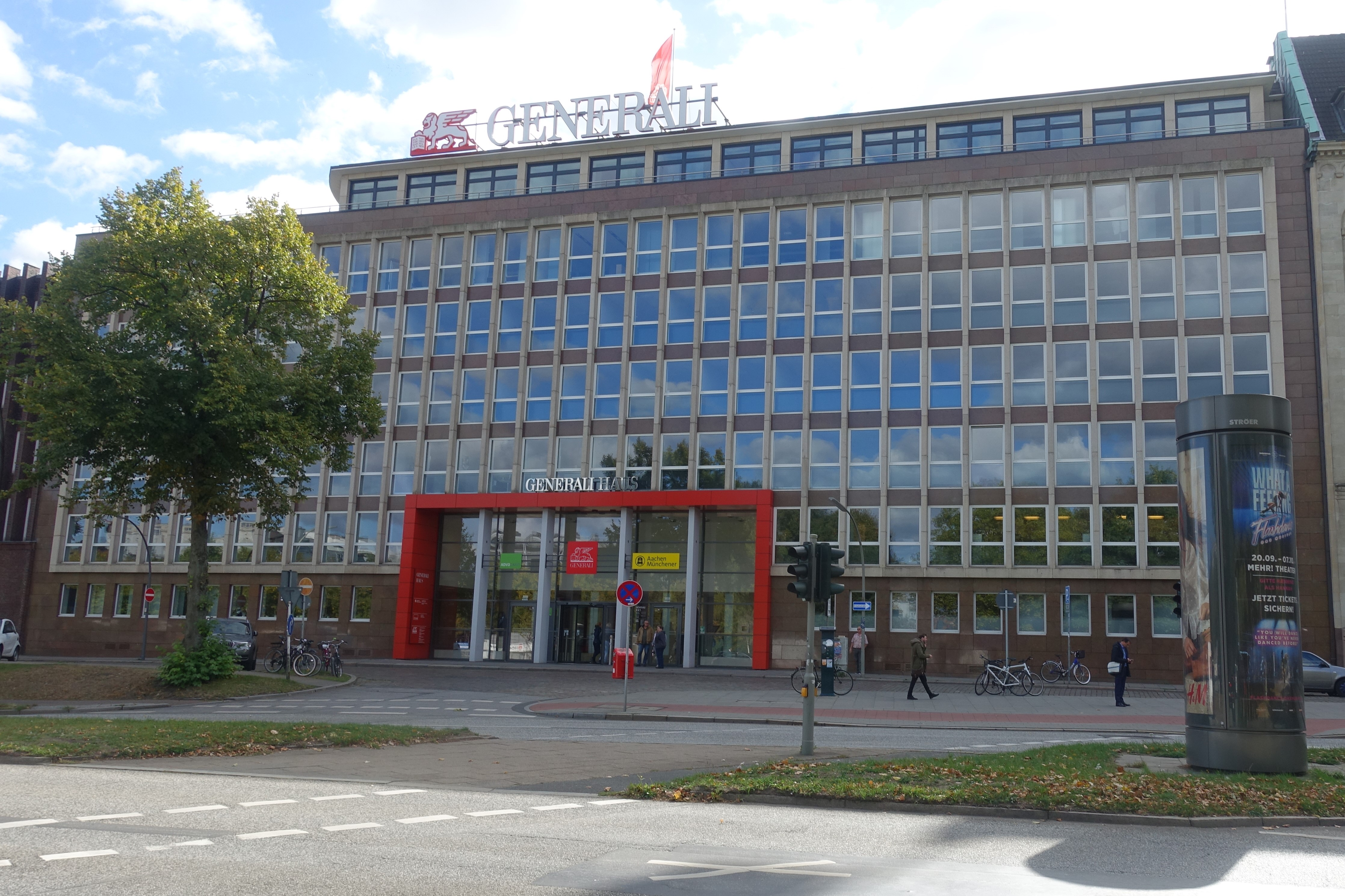
Generali-Haus in Hamburg 2018

Die Generali Versicherungen waren ein deutsches Versicherungsunternehmen mit Hauptsitz in München, das 2019 in der Sparte Schaden- und Unfallversicherung in die Generali Deutschland Versicherung AG und die Dialog Versicherung AG aufging. Die Generali Deutschland Versicherung AG ist Teil der Generali in Deutschland. Die Generali Lebensversicherung AG wurde 2019 mit einem Anteil von 89,9 % an die Viridium Gruppe verkauft, mit der man eine Branchen-Partnerschaft auf dem deutschen Markt eingegangen ist.
Muttergesellschaft der Generali in Deutschland ist der italienische Versicherungskonzern Assicurazioni Generali, welcher in der Liste der größten Unternehmen der Welt gelistet ist.
Der Name leitet sich von dem lateinischen Ausdruck generalis (deutsch: „allgemein“ oder „gemein“) ab. Hintergrund ist, dass der Mutterkonzern Assicurazioni Generali bei seiner Gründung alle Versicherungszweige anbot und sich nicht, wie damals üblich, auf einen spezialisierte.

## Geschichte

### Gründung in Italien und Markteintritt in Deutschland
Gegründet wurde die Assicurazioni Generali am 26. Dezember 1831 im damals österreichischen Triest. Aufgrund der regionalen Nähe wählten die Verantwortlichen wenige Jahre später den Markuslöwen der Stadt Venedig, der noch heute als Logo fungiert. In den folgenden Jahren gründete die Gesellschaft Dependancen in den verschiedenen Ländern des seinerzeit noch nicht vereinten Italiens.
Der Eintritt in den deutschen Markt erfolgte am 15. Juni 1845: Der Kaufmann Wilhelm Lazarus gründete in Hamburg die erste Generalagentur auf deutschem Boden. Andere Versicherungsgesellschaften, die später in den Generali Versicherungen aufgingen, wurden ebenso in der Folgezeit gegründet, wie die Thuringia Versicherungs-AG (1853), die Deutsche Lloyd Transport-Versicherungs-AG (1870) und die Erste Allgemeine (1882). 1912 wurde in Hamburg die Volksfürsorge (Volksfürsorge Gewerkschaftlich-Genossenschaftliche Versicherungsaktiengesellschaft) gegründet. Initiatoren waren Gewerkschaften und Konsumgenossenschaften, die das Ziel einer finanziellen Absicherung von Arbeitern verfolgten.

### Konsolidierung und Neubeginn
Nach dem Kriegsende begann die Assicurazioni Generali mit der Neuordnung des Deutschlandgeschäfts. 1948 wurde die Zentralgeschäftsstelle der Assicurazioni für die Westzonen in Frankfurt errichtet. Als in den 1950er Jahren der Lebensversicherungsbestand in Deutschland stetig wuchs, beschloss die Triester Zentraldirektion, einen eigenen Verwaltungsbetrieb für das Lebensversicherungsgeschäft in Deutschland ins Leben zu rufen.
Zahlreiche Fusionen und Umfirmierungen prägten die weitere Geschichte: Eine der wichtigsten war die aus dem Jahr 2009, als die Generali Versicherungen mit der Volksfürsorge fusionierte. Diese blieb einige Jahre als eigenständige Vertriebsgesellschaft bestehen. Am 1. Januar 2015 erfolgte die endgültige Zusammenführung der Generali Versicherungen und der Volksfürsorge.
Im Mai 2015 gab Giovanni Liverani seine neue Strategie für die Generali in Deutschland bekannt. Diese sieht die Zusammenlegung der Generali Deutschland und der Generali Versicherungen, ein neues Geschäftsmodell in der Lebensversicherung, einen stärkeren Fokus auf Kunden und Vertriebe sowie eine moderne und schlankere operative Plattform vor. In diesem Zusammenhang verkündete das Unternehmen zudem die Einführung seiner Smart-Insurances-Produkte.

### Verkauf der Generali Lebensversicherung AG
Mit Wirkung zum 30. April 2019 hat die Viridium Gruppe den mehrheitlichen Erwerb (89,9 %) der Generali Lebensversicherung AG von der Generali abgeschlossen. Die Generali bleibt mit 10,1 Prozent der Anteile an der Generali Leben beteiligt. Der Transaktion vorausgegangen war ein umfangreiches Inhaberkontrollverfahren durch die Bundesanstalt für Finanzdienstleistungsaufsicht (BaFin). Im September 2019 bestätigte die Viridium Gruppe den Verkauf eines Immobilienportfolios aus dem Anlagevermögen der Generali Lebensversicherung AG (Generali Leben) an die Commerz Real. Im Oktober 2019 wurde die Generali Lebensversicherung in Proxalto Lebensversicherung umbenannt.

## Weblink
- Website der Generali Deutschland AG